# E. J. Dionne

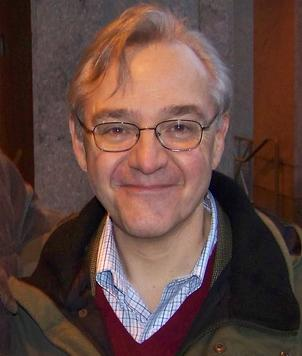
E. J. Dionne (2008)

Eugene Joseph „E. J.“ Dionne Jr.  (* 23. April 1952 in Boston, Massachusetts) ist ein US-amerikanischer Journalist und politischer Kommentator. Er ist vor allem bekannt als Kolumnist für die Washington Post.

## Leben und Tätigkeit
Dionne ist frankokanadischer Abstammung. Er wuchs als Sohn eines Zahnarzte un deiner Bibliothekarin in Fall River (Massachusetts) auf. Nach dem Besuch der Portsmouth Abbey School in Rhode Island studierte er an der Harvard University, wo er 1973 einen Bachelor-Abschluss in Social Studies erwarb. Später studierte er als Rhodes-Stipendiat in Oxford, wo er 1982 am Balliol College ein Doktorat erwarb.
In den 1980er Jahren begann Dionne sich einen Namen als Journalist zu machen. In den 1980er Jahren arbeitete er als Reporter für die Washington Post und die New York Times. 1993 erhielt er eine eigene Kolumne bei der Post, die er bis heute hat. 1991 veröffentlichte er das Buch Why Americans Hate Politics, das zu einem Bestseller wurde. In diesem Buch macht er die jahrzehntelange Polarisierung des politischen Betriebes dafür verantwortlich, dass die Mehrheit der politisch in der Mitte, also abseits der ideologisch verbohrten Flügel der großen Parteien, stehenden Wähler eine erhebliche Abscheu vor dem politischen Betrieb entwickelt hätten, mit der Folge, dass die Politik als solche von großen Teilen der Bevölkerung als etwas Negatives wahrgenommen werde.
Seine eigene politische Einstellung kennzeichnet Dionne als links-liberal. Seine öffentlichen Verlautbarungen haben ihm unter anderem einen Platz auf der offiziellen „Feindesliste“ der National Rifle Association (NRA), dem wichtigsten Lobbyverband der amerikanischen Waffenindustrie und Schusswaffenbesitzer, eingebracht.
Neben seiner journalistischen und publizistischen Tätigkeit ist Dionne Fellow im Bereich Governance Studies an der Brookings Institution sowie Dozent am Public Policy Institute der Georgetown University. Im Fernsehen tritt Dionne häufig als Kommentator in Sendungen des Bildungskanals PBS sowie in Sendungen des linksgerichteten Kabelnachrichtensenders MSNBC auf, während er im Radio für National Public Radio arbeitet.
2005 wurde Dionne in die American Academy of Arts and Sciences gewählt.
Dionne, der in Bethesda, Maryland, lebt, ist verheiratet und hat drei Kinder.

## Schriften
- Why Americans Hate Politics, New York 1991.
- They Only Look Dead. Why Progressives Will Dominate the Next Political Era, New York 1996.
- Community Works: The Revival of Civil Society in America, Washington D.C. 1998. (Herausgeber)
- Stand Up, Fight Back. Republican Toughs, Democratic Wimps, and the Politics of Revenge, New York 2004.
- Souled Out. Reclaiming Faith and Politics After the Religious Right, Princeton 2008.
- Our Divided Political Heart. The Battle for the American Idea in an Age of Discontent, New York 2012.